# Ivan Gogola
Ivan Gogola (tudi Ivan Gogala), slovenski pravnik, * 29. avgust 1850, Kranj, † 24. junij 1901, Ljubljana.  
Ivan Gogola, po nekaterih virih tudi Ivan Gogala, je bil po končanem študiju prava na Dunaju od 1881 notar na Vrhniki, od 1884 pa notar ter od 1897 tudi predsednik notarske zbornice v Ljubljani. V Ljubljani je bil leta 1889 soustanovitelj Mestne hranilnice in njen podpredsednik. Bil je tudi dolgoleten občinski svetovalec in odbornik številnih narodnih društev.